# Pogno
Pogno är en ort och kommun i provinsen Novara i regionen Piemonte i Italien. Kommunen hade 1 415 invånare (2018).